# 34625 Bollimpalli
34625 Bollimpalli è un asteroide della fascia principale. Scoperto nel 2000, presenta un'orbita caratterizzata da un semiasse maggiore pari a 2,9318740 au e da un'eccentricità di 0,0243970, inclinata di 7,81695° rispetto all'eclittica.